# Sawara (Fukuoka)
Sawara (jap. 早良区 Sawara-ku) – jedna z siedmiu dzielnic Fukuoki, stolicy prefektury Fukuoka. Dzielnica została utworzona w 1982 roku poprzez wydzielenie części terenu z dzielnicy Nishi.
Graniczy z dzielnicami: Chūō, Jōnan, Nishi, Minami, miastami Itoshima, Saga i Kanzaki, a także miasteczkami Nakagawa i Yoshinogari.
Sawara jest obdarzona bogatym środowiskiem naturalnym. Przez zachodnią część dzielnicy przepływa rzeka Muromi, a w części południowej przebiega górskie pasmo Sefuri. W północnej części, z widokiem na zatokę Hakata, rozciąga się krajobraz miejski Seaside Momochi. 
Południowa część dzielnicy Sawara ma długą historię jednego z wiodących obszarów rolniczych, gdzie odkryto wiele artefaktów z okresu Yayoi (300 p.n.e. – 300 n.e.).

## Fukuoka Tower
Wieżowiec zbudowany w 1989 roku dla upamiętnienia 100. rocznicy miasta Fukuoka. Ma 234 metry wysokości, jest najwyższym budynkiem w mieście i najwyższą nadmorską wieżą w Japonii. Posiada trzypiętrowy taras widokowy na wysokości 123 metrów nad ziemią.

## Plaża Momochihama
Momochihama Seaside Park to odcinek sztucznej plaży o długości jednego kilometra u podnóża Fukuoka Tower. W centralnej części plaży znajduje się przejście na niewielką sztuczną wyspę o nazwie Marizon z restauracjami, sklepami, salą weselną i portem promowym z połączeniami do parku nadmorskiego po drugiej stronie zatoki Hakata. 

## Galeria

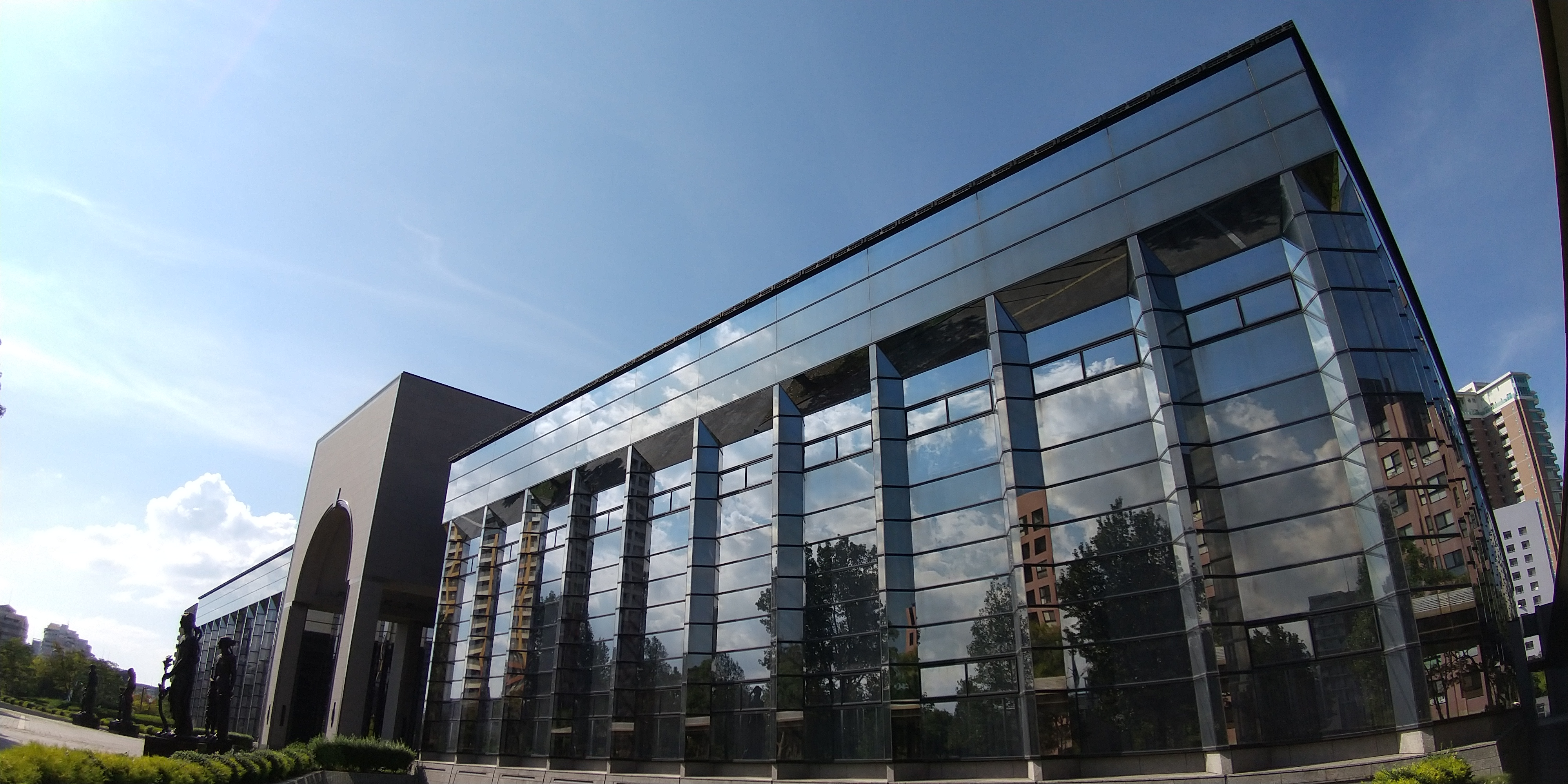
Fukuoka City Museum
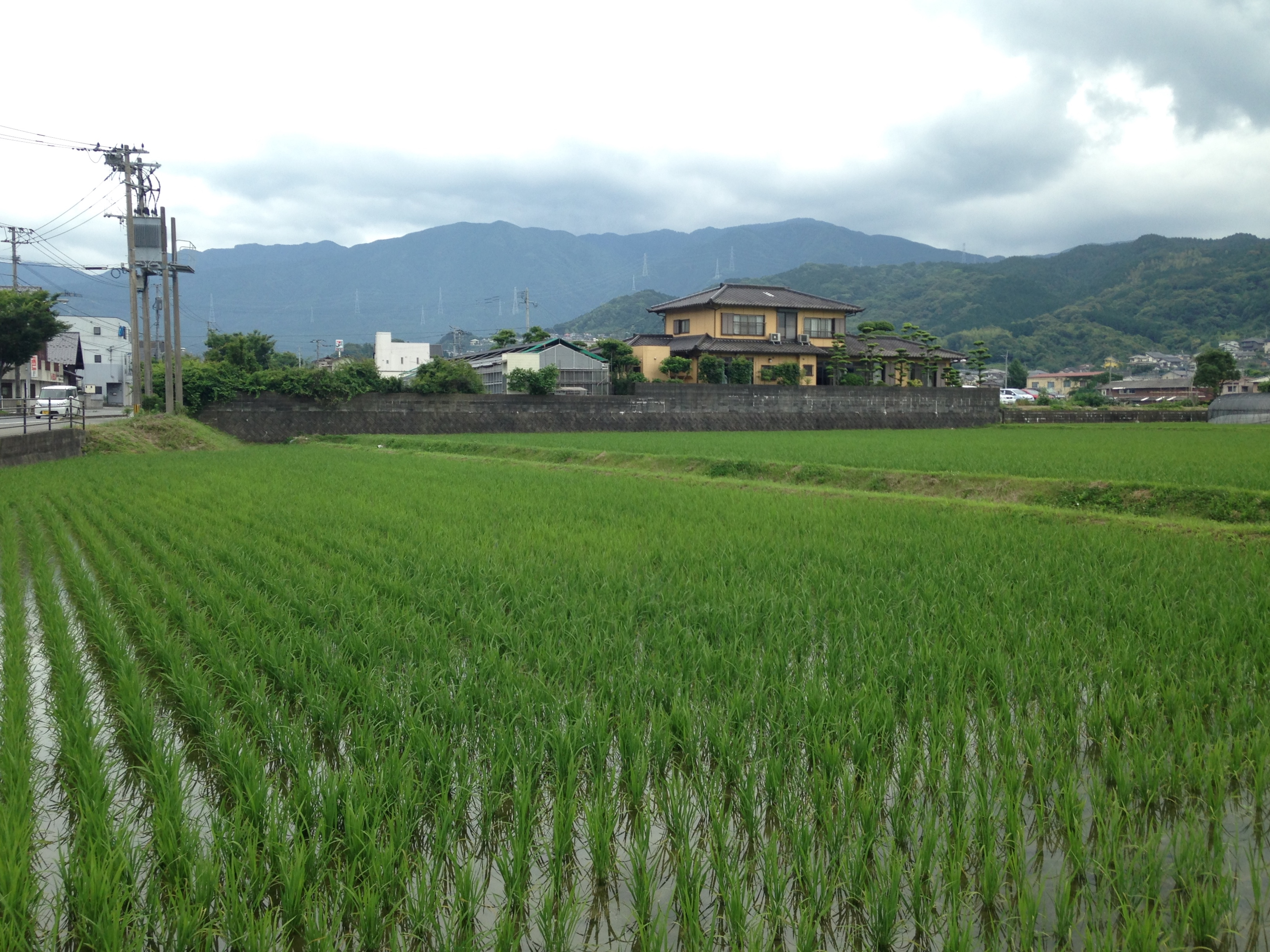
Pola ryżowe
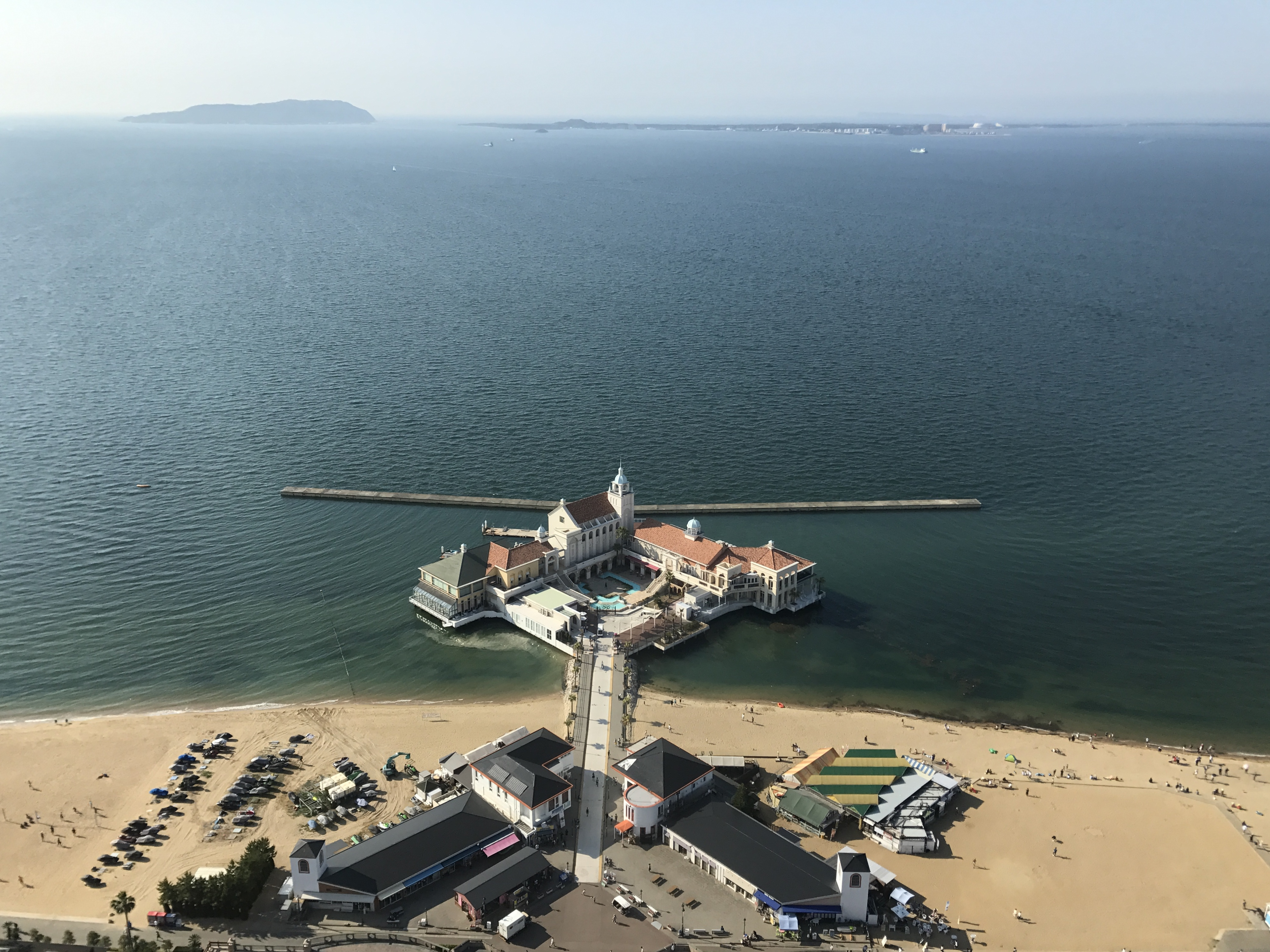
Wysepka Marizon i zatoka Hakata widziane z Fukuoka Tower
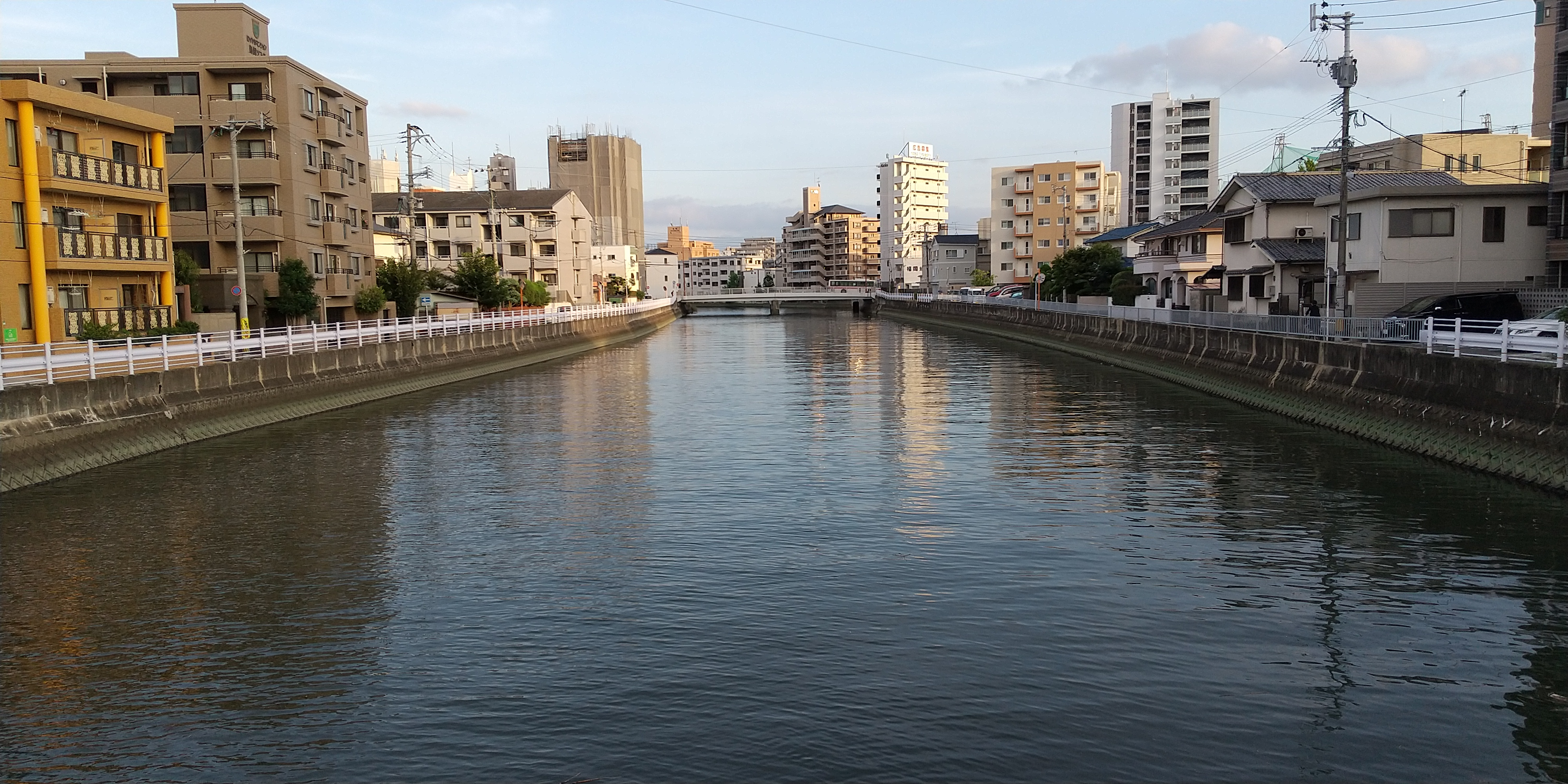
Rzeka Hii, po lewej dzielnica Chūō-ku, po prawej Sawara-ku